# منطقة فرروخاباد
فرروخاباد رمزها «FR» (بالإنجليزية: Farrukhabad)‏ ، هو تقسيم إداري لدولة الهند تتبع ولاية أتر برديش (بالإنجليزية: Uttar  Pradesh)‏ ، مركزها هو مدينة فرروخاباد (بالإنجليزية: Fatehgarh)‏ عدد سكانها حسب تعداد سنة 2001 هو 1,577,237 ، مساحتها 2,279 كم² وكثافة السكان 692 لكل كم² .